# Red Room 2
Red Room 2 – japoński horror z 2000 roku. Kontynuacja Red Room z 1999. Twórcą filmu ponownie jest Daisuke Yamanouchi.

## Fabuła
Kontynuacja filmu Red Room nieznacznie różni się od swojej poprzedniczki. Ponownie opowiada o osobach, które mają wziąć udział w karcianej grze. Tym razem wygrana jest wyższa. Na zwycięzcę czeka aż 20 milionów jenów. Tak jak w pierwszej części, tak i w tej bohaterowie spotykają się ze sobą w ciemnym pomieszczeniu. Po pewnym czasie okazuje się, że jedna z uczestniczek nie żyje. Zastępuje ją tajemnicza kobieta. Wkrótce bohaterowie przystępują do gry. Wraz z jej postępami poddają się coraz bardziej okrutnym torturom. Przeżywa tylko jedna osoba. Pod koniec filmu widz dowiaduje się, kim jest tajemnicza kobieta.

## Obsada
- Miyuki Katô

- Yukio Kokago

- Salmon Sakeyama (jako Sakeyama Saamon)

- Yûka Takahashi

- Yuuken Yoshida